# Partido de Alberti
Alberti  es uno de los ciento treinta y cinco partidos de la provincia argentina de Buenos Aires. Su cabecera es la localidad homónima. Se divide en 10 cuarteles numerados con números romanos.

## Declaración de partido
- 1910, se produjo durante la gobernación del general José Inocencio Arias, que promulgó la respectiva ley el 10 de junio de 1910.

## Estadísticas
- Educación: escuelas públicas 38, escuelas privadas 4.
- Salud: hospitales y centros asistenciales: 6.

### Demografía
| Población | 11.143 | 14.310  | 12.083  | 11.099 | 10.632 | 10.627 | 10.373 | 10.654 | 12.982 |
| Variación | -      | +28,42% | -15,56% | -8,14% | -4,20% | -0,05% | -2,39% | +2,70% | +21,9% |

### Estructura
Según el censo 2022 la población total es de 12 982 personas, repartidas en 6 710 mujeres y 6bsp;272 hombres, con un índice de masculinidad de 93,4 hombres por cada 100 mujeres. 
La edad mediana de la población es de 37 años (39 años entre las mujeres y 35 años entre los hombres).
El 18,0% de la población tiene más de 65 años (frente al 17,3% en 2010), y el 4,7% de la población tiene más de 80 años (frente al 5,0% en 2010)

### Salud y educación
El 77,0% de la población tiene al menos un tipo de cobertura de salud. 
Unas 3 918 personas asisten a algún tipo de establecimiento educativo de cualquier nivel y unas 1 601 personas tienen un título terciario o superior (13,1% sobre el total de la población instruida). La tasa de alfabetización es del 99,5

### Migraciones
De las personas residentes en el partido, unas 1 573 (12,1% del total de población) nacieron en otra provincia, y unas  274 (2,1% del total de población) lo hicieron fuera del país, siendo los grupos de inmigrantes más numerosos los provenientes de:
- Paraguay: 75 personas
- Bolivia: 24 personas
- Uruguay: 20 personas
- Perú: 17 personas
- China: 15 personas

### Hogares
En el partido hay un total de 5 893 viviendas  y 4 960 hogares. 
En cuanto al régimen de tenencia y regularidad de la propiedad de las viviendas, el 65,5% es propia, el 18.7% es alquilada, el 8,0% es cedida o prestada, y el resto se encuentra en otra situación.
Sobre el total de hogares, 3 511 (70,7% del total) tiene acceso a red pública de agua corriente, 3 732 (75,2% del total) tiene desagüe y descarga a red pública cloacal, 2 785 (56,1% del total) tiene acceso a red pública de gas, y 3 898 (78,5% del total) tiene acceso a red de internet en la vivienda. 
Según el censo de 2001 realizado por el INDEC, en el partido de Alberti había 212 hogares con las necesidades básicas insatisfechas, lo que representaba el 6,2% del total de los hogares de dicho partido.

## Recursos económicos
La principal fuente de recursos proviene del sector agrícola-ganadero. Es zona óptima para el cultivo de trigo, maíz, soja, girasol, alfalfa, avena, sorgos graníferos y forrajeros.
La creación del Sector Industrial Planificado permite la radicación y el funcionamiento de la pequeña y mediana empresa, las que poseen los beneficios de la Promoción Industrial a nivel municipal.

## Gobierno

### Intendentes municipales desde 1983
| Intendente              | Mandato                                           | Partido | Partido | Alianza | Alianza | Elecciones |
| ----------------------- | ------------------------------------------------- | ------- | ------- | ------- | ------- | ---------- |
| Raúl Roberto Vaccarezza | 10 de diciembre de 1983 - 10 de diciembre de 1987 |         | UCR     |         | —       | 1983       |
| Raúl Roberto Vaccarezza | 10 de diciembre de 1987 - 10 de diciembre de 1991 | 1987    | UCR     |         | —       |            |
| Rubén Oscar Gamba       | 10 de diciembre de 1991 - 10 de diciembre de 1995 |         | UCR     | 1991    | —       |            |
| Rubén Oscar Gamba       | 10 de diciembre de 1995 - 10 de diciembre de 1999 | 1995    | UCR     |         | —       |            |
| Daniel Javier Frascini  | 10 de diciembre de 1999 - 10 de diciembre de 2003 |         | UCR     |         | Alianza | 1999       |
| Leonel Omar Zacca       | 10 de diciembre de 2003 - 10 de diciembre de 2007 |         | PJ      |         | —       | 2003       |
| Leonel Omar Zacca       | 10 de diciembre de 2007 - 10 de diciembre de 2011 |         | PJ      | FPV     | 2007    |            |
| Marta Susana Medici     | 10 de diciembre de 2011 - 10 de diciembre de 2015 |         | PJ      | FPV     | 2011    |            |
| Germán Lago             | 10 de diciembre de 2015 - 10 de diciembre de 2019 |         | PJ      | FPV     | 2015    |            |
| Germán Lago             | 10 de diciembre de 2019 - 10 de diciembre de 2023 |         | PJ      | FdT     | 2019    |            |
| Germán Lago             | 10 de diciembre de 2023 - En el cargo             |         | PJ      | UP      | 2023    |            |

### Poder Legislativo

#### Concejo Deliberante
El Concejo Deliberante del partido de Alberti se compone de 12 miembros, renovado por mitades cada 2 años. A continuación, su composición actual para los períodos 2021-2025 y 2023-2027:
| Concejal/Concejala      | Bloque | Bloque               | Inicio del mandato | Fin del mandato |
| ----------------------- | ------ | -------------------- | ------------------ | --------------- |
| Luis Martín Pulero (P)  |        | Unión por la Patria  | 2021               | 2025            |
| Jorge Alberto Gaute     |        | Unión por la Patria  | 2023               | 2027            |
| Laura Gisele Belusci    |        | Unión por la Patria  | 2023               | 2027            |
| Juan Enrique Palazzo    |        | Unión por la Patria  | 2023               | 2027            |
| Eliana Carolina Chavero |        | Unión por la Patria  | 2021               | 2025            |
| Ángel Esteban Capurro   |        | Unión por la Patria  | 2021               | 2025            |
| Fernando Luis Beker     |        | Juntos por el Cambio | 2023               | 2027            |
| María Elisa Fiscela     |        | Juntos por el Cambio | 2023               | 2027            |
| Adrián Alberto D'Angelo |        | Juntos por el Cambio | 2023               | 2027            |
| Joaquín Vaccarezza      |        | Juntos por el Cambio | 2021               | 2025            |
| Sandra Adriana Figgini  |        | Juntos por el Cambio | 2021               | 2025            |
| Luciano Aronna          |        | Juntos por el Cambio | 2021               | 2025            |

- P: Presidente del HCD.

#### Consejo Escolar
El Consejo Escolar de Alberti se compone de 4 consejeros, también renovado por mitades cada 2 años.
| Consejero/Consejera         | Bloque | Bloque               | Inicio del Mandato | Fin del Mandato |
| --------------------------- | ------ | -------------------- | ------------------ | --------------- |
| Gustavo Rodolfo Artigue     |        | Unión por la Patria  | 2023               | 2027            |
| Fernanda Beatriz Palazzo    |        | Unión por la Patria  | 2023               | 2027            |
| Andrea Melina Pascarelli    |        | Unión por la Patria  | 2021               | 2025            |
| Ricardo Ezequiel Marquesano |        | Juntos por el Cambio | 2021               | 2025            |

## Turismo
Circuito de obras del arquitecto e ingeniero Francisco Salamone:
- Palacio Municipal, sede del Poder Ejecutivo y en el que también se encuentra el Concejo Deliberante (Alem y 9 de Julio)
- Monumento a la bandera de la plaza General José Inocencio Arias (Av. Vaccarezza entre San Martín y 9 de Julio)
- Fachada de la Escuela de Educación Secundaria N.º 2 “Pablo A. Pizzurno” – Ex Escuela Nacional de Comercio (Alem entre San Martín y 9 de Julio)
- Portal de acceso al parque municipal Gral. San Martín (Av. Vaccarezza y Av. Circunvalación Libertador Gral. San Martín)
- Actual depósito (ex morgue) del cementerio municipal (fin de la calle Dr. Víctor Albizzatti)
- Existe otra obra atribuida a Salamone (sin confirmar): casa particular sobre calle Sarmiento
- Obras de refacción en escuela N.º 1 Adriana Villa

Info: Este conjunto arquitectónico fue declarado Monumento Histórico Municipal a través de la sanción de la Ordenanza N.º 690 del 28 de junio de 1993
El 21 de julio de 2014 a través del Decreto N.º 1138 fueron declarados por el Gobierno Nacional “bienes de interés histórico y artístico nacional” junto al resto de las obras de Salamone en toda la Provincia. 
Parque Municipal “Gral. San Martín”
- Excelente lugar para disfrutar de horas al aire libre, frondosos árboles, juegos infantiles, un lago artificial; ideal para acampar y un circuito deportivo con tres estaciones para hacer actividad física.

Plaza Gral. José Inocencio Arias
- Además del monumento a la bandera hecho por F. Salamone, se encuentran la escultura del presbítero Manuel Alberti hecha por el famoso escultor Luis Perlotti y el Monumento a Andrés Vaccarezza y a los primeros pobladores, erigido en 1959.

Río Salado
- Cruza todo el partido y tiene gran atractivo para la pesca deportiva.

Museo Lozza / Museo de Arte Contemporáneo
- Ubicado sobre calle 9 de Julio, entre Alem y 10 de Junio, fue inaugurado el 27 de octubre de 2003 y su primera colección fue donada por el artista plástico Raúl Lozza, creador junto a un grupo de reconocidos artistas nacionales, de la Asociación Arte Concreto-Invención y posteriormente del Perceptismo. El Museo cuenta con una sala de exposición permanente con la obra de Raúl Lozza y otra para muestras temporarias, auditorio, tienda y espacios de servicios. Las actividades que se llevan a cabo están dirigidas al público en general, desarrollándose conjuntamente con otras más específicas dirigidas a niños y jóvenes y a público con capacidades diferentes.

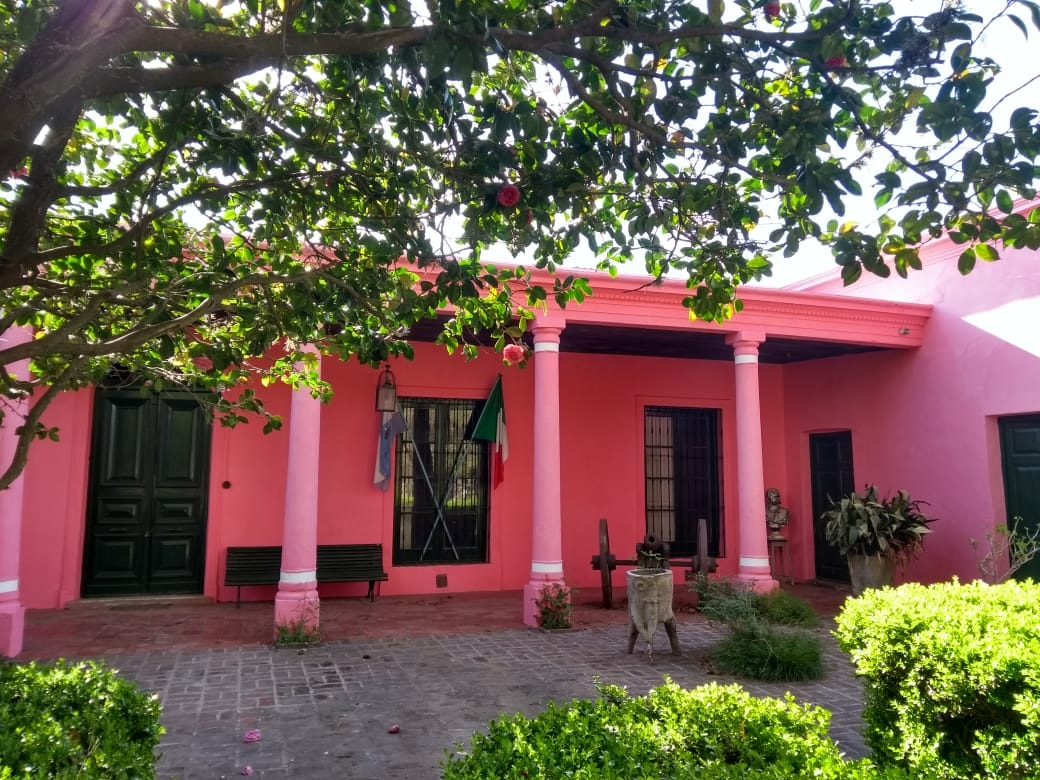
Casa museo de Don Andrés Vaccarezza - Museo de época

Casa Museo de Don Andrés Vaccarezza “El Molino”
- La casa de don Andrés Vaccarezza data de 1871 y es el único testigo que aún perdura desde los tiempos previos a la fundación del pueblo en 1877; declarado partido en 1910. El museo, entre su patrimonio, cuenta con documentos, libros, muebles, vestimentas y objetos que pertenecieron a su fundador y a su esposa Doña Catalina Ottonello, al igual que a pobladores de Alberti.
- “El Molino, casa museo de Don Andrés Vaccarezza, museo de época (1871-1920) fue declarado Monumento Histórico Municipal a través de la sanción el 28 de junio de 1993 de la Ordenanza 693/93 y Sitio Histórico Provincial por Ley 11.667 de 1995.
- En la actualidad, luego de algunos años de obras y trabajos de refacción por parte de la familia, la casa vuelve a lucir su esplendor y sigue siendo un atractivo tanto para visitantes como para los propios vecinos del distrito.

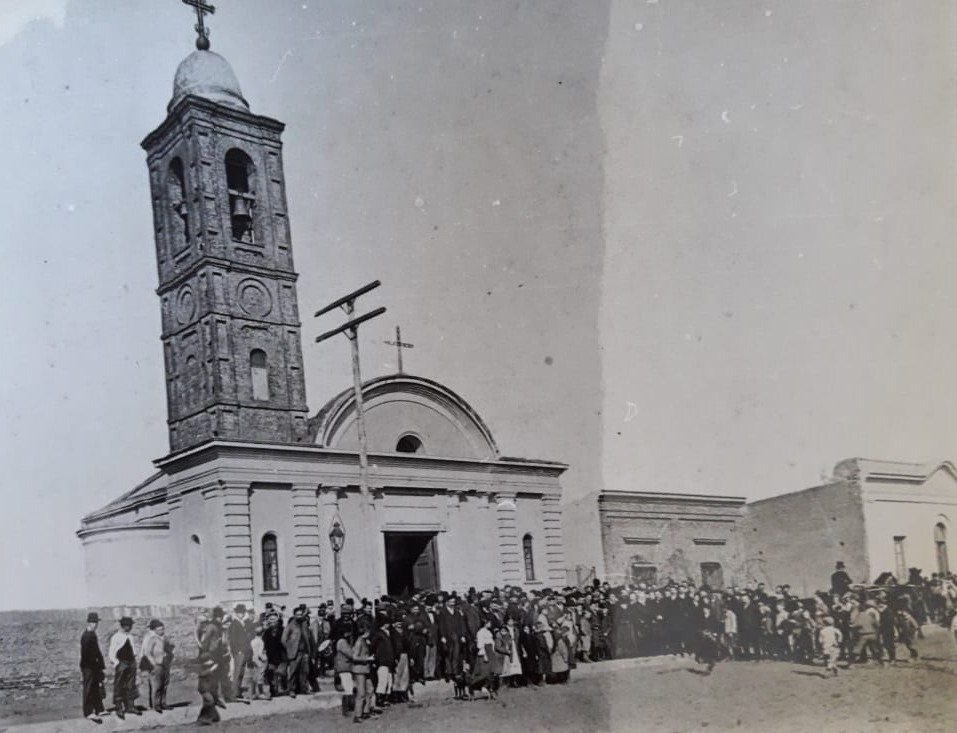
Primer templo - Fotografía tomada el 1/07/1910 (Archívo Museo El Molino)

Iglesia "Nuestra Señora del Rosario"
- Ubicada sobre calle San Martín, entre Alem y Av. Vaccarezza.
- El templo actual corresponde al proyecto del reconocido arquitecto Carlos Ancell, inaugurado oficialmente el 25 de mayo de 1941. El primero había sido inaugurado el 4 de julio de 1887 y se construyó sobre la base de un anteproyecto del arquitecto Carlos Luchinni de Chivilcoy, posteriormente modificado por Antonio Vaccarezza.
- (Reseña sobre el templo nuevo) El 22 de enero de 1928 se formó una Comisión de vecinos con el fin de dotar a Alberti de un nuevo templo, acorde con el aumento de la población y las necesidades parroquiales. La comisión estaba formada por el Cura Párroco Presbítero Dr. Juan M. Respuela y los señores José F. Vaccarezza, Eduardo Casey, Huberto E. Elliff, José O. Castillejo, Cándido Menica, Enrique Klein, Julián Portal y Lino Kenny, nombrándose además una Comisión Honoraria que presidió el Obispo de La Plata, Monseñor Francisco Alberti, y una comisión Consultiva, presidida por el Intendente Municipal, Humberto Ellif.

- La piedra basal fue colocada el 15 de abril de ese mismo año, siendo bendecida por Monseñor Santiago Luis Copello, por entonces Obispo Auxiliar de La Plata. La nueva iglesia fue bendecida el 8 de octubre de 1932 por el Obispo Diocesano Monseñor Francisco Alberti y mientras se daba término a las obras de construcción de la nueva iglesia, en el lugar que ocupaba la anterior, los oficios religiosos se realizaban en el colegio Virgen Niña. La inauguración contó con la presencia del Obispo Diocesano de Mercedes, Monseñor Anunciado Serafín, siendo cura el párroco Miguel S. Fox.

Estaciones ferroviarias
- Existen y se conservan originales en el distrito estaciones ferroviarias, con cuatro ramales pertenecientes al antiguo ferrocarril al Oeste y un ramal de la Ex Compañía General Buenos Aires. Estas constituyen un atractivo para quienes gustan de la arquitectura y de la historia ferroviaria, como así también de los pueblos nacidos a su vera (detalle en “localidades y parajes”)

## Localidades del Partido
- Alberti (Estación Andrés Vaccarezza)
- Mechita
- Villa Ortiz, también conocida como Coronel Mom (Estación Coronel Mom)
- Plá (Estación Francisco B. Pla)
- Coronel Seguí (Estación Coronel Seguí)
- Villa Grisolía (Estación Achupallas)
- Villa María
- Palantelén (pueblo y estación)
- Presidente Quintana (Estación)

Si bien suele encontrar la referencia de Gobernador Ugarte dentro de Alberti, solamente pertenece al distrito su acceso y su estación ferroviaria, lo mismo sucede con Baudrix.
Parajes:
- Larrea (fue pueblo y estación)
- Emita (paraje y estación)
- Baudrix (paraje)

## Albertinos
- Alberti es la ciudad de nacimiento de los poetas Ángela Colombo, Juan Ferreyra Basso, Lyda C. Lombardi y Leonildo Praglia. Vicente Barbieri, escritos ligado a Alberti, nació en lo que entonces pertenecía al partido de Chacabuco y que actualmente es Villa María; su bautismo si tuvo lugar en Alberti.

Son oriundos de la Ciudad de Alberti los reconocidos médicos:
- Raúl Francisco Vaccarezza (nacido en 1893). Lleva su nombre el instituto dependiente de la Facultad de Medicina, en honor a su trayectoria como primer Profesor Titular de la Cátedra de Tisioneumonología en la década de 1930. Fue candidato al Premio Nobel. Recibió homenajes en el Colegio de Médicos de Londres, Inglaterra, junto a Alexander Fleming, descubridor de la penicilina.
- Oscar A. Vaccarezza (nacido en 1906), académico y pionero en cirugía de tórax.
- Rodolfo Vaccarezza (nacido en 1892), tisiólogo, cofundador de la Liga Argentina Contra la Tuberculosis.
- También son albertinos el artista plástico  Calola Dova, la científica María Teresa Dova; el pintor Juan Doffo; el periodista deportivo Pablo Ladaga, y los árbitros de fútbol de primera división Gustavo Bassi y Luis Bongianino.